# Adrien Blomme
Adrien Blomme (Falisolle 1 juli 1878 - Brussel 14 mei 1940) was tijdens het Interbellum een uitermate productieve Belgische architect. Zijn werkterrein lag in hoofdzaak in de stad Brussel en omgeving.

## Biografie

### Opleiding
Adrien Blomme, zoon van Edgar Blomme, werd op 1 juli 1878 geboren in Falisolle nabij Châtelet (Charleroi). Toen hij achttien was, in 1896, verhuisden zijn ouders naar Brussel. Vanaf dan verliep zijn leven in belangrijke mate in en rond de Belgische hoofdstad. Onmiddellijk na aankomst volgde hij studies voor ingenieur maar na twee jaar, in 1898, verliet hij deze studierichting. In 1900 engageerde hij zich voor een opleiding "architectuur" aan de Koninklijke Academie voor Schone Kunsten. Hij studeerde er in de avondschool bij de jonge lesgever Emile Lambot (°1869, †1940), terwijl hij overdag werkte, om te voorzien in levensonderhoud en om zijn studies te betalen.
Zijn proeftijd deed hij bij de architecten Albert Dumont (die het monumentale gemeentehuis van Sint-Gillis bouwde), Paul Hamesse en Antoine Pompe.
Blommes vader was is dienst bij een bedrijf dat Russische connecties had, en Adrien Blomme reisde vooreerst met zijn vader en nadien zelfstandig naar het buitenland: zowel Oost-, Zuid- als West-Europa kwamen aan de beurt. Vermoedelijk werd in Rusland zijn interesse gewekt voor de ontwikkeling van arbeiderswijken, terwijl hij in Engeland voor dat doel inspiratie vergaarde bij de prominente architect Raymond Unwin (°1863, †1940) die zich voornamelijk bezighield met het ontwerpen van arbeiderswoningen.
Op 27-jarige leeftijd (anno 1905) trad Blomme in het huwelijk met Lucienne Boels. Een jaar later, op 19 november 1906, werd hun zoon Yvan geboren. Het daarop volgende jaar (1907) begon Adrien Blomme te werken als een uiterst productieve zelfstandige architect die zowel de oude stijlen als de modernste technieken onder de knie had. 

### Oeuvre

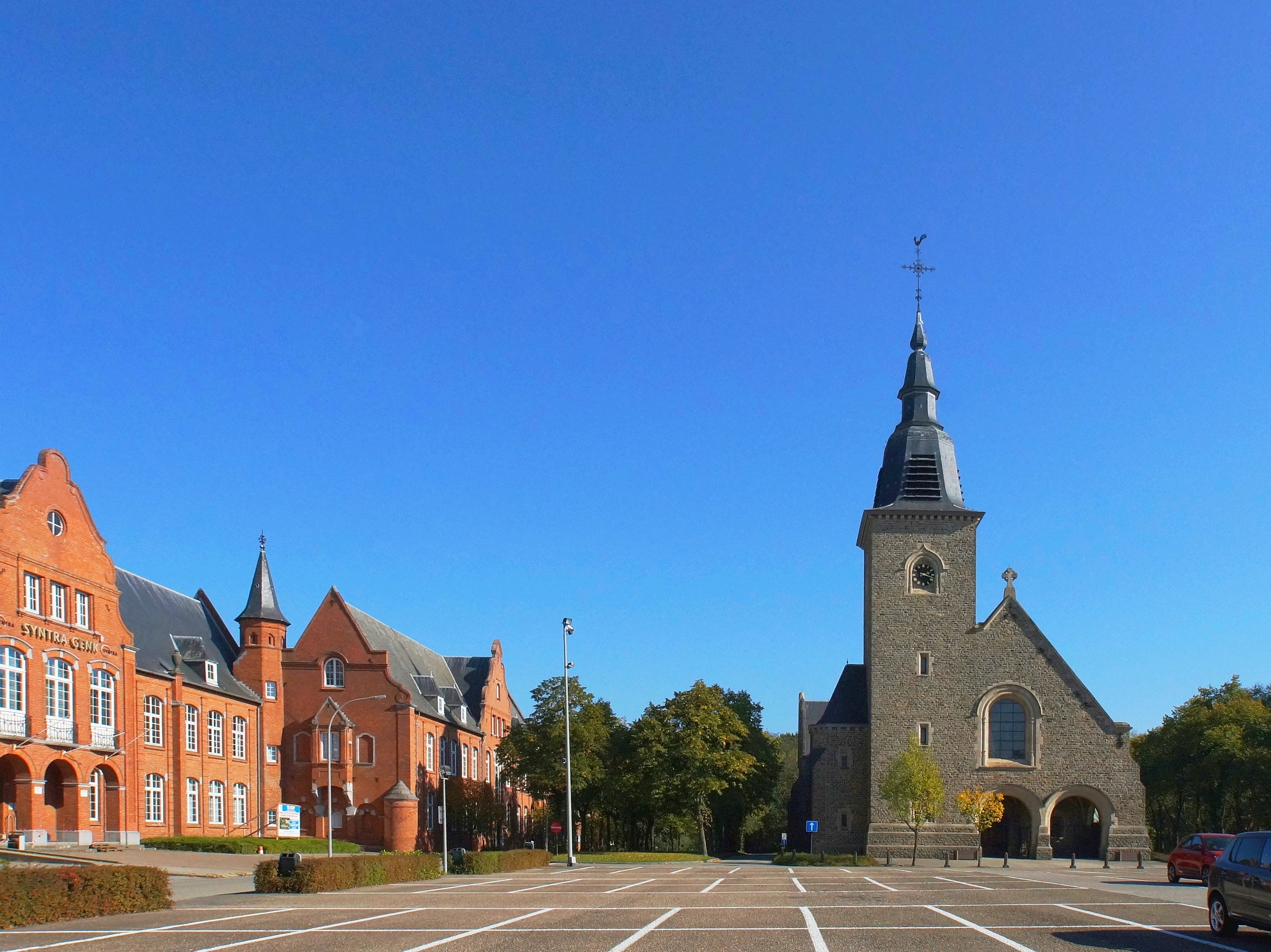
Heilig Hartkerk en voormalige meisjesschool (Evence Coppéeplaats, Winterslag)

Adrien Blomme ontpopte zich gelijktijdig als kunstenaar en technicus, en hechtte een groot belang aan de binnenversiering van de door hem ontworpen gebouwen. Vanaf 1912 ontwikkelde hij honderden woningen in de mijnwerkerscités van  Winterslag, Ressaix, Hautrage en Péronnes-lez-Binche.
Tijdens de Eerste Wereldoorlog deed hij militaire dienst te Brussel, Antwerpen, Dendermonde en Gent. In opdracht van koning Albert I werd hij voor een dienstopdracht naar Londen gestuurd. Van dat verblijf in Groot-Brittannië maakte hij dankbaar gebruik om zijn kennis van de Engelse bouwkunst te vervolmaken, en in het bijzonder het inzicht in de tuinwijken ontworpen door architect Raymond Unwin. De vergaarde wetenschap benutte hij om in 1917 de plannen voor de Winterslagse mijnwerkerscités aan te passen.
Het bouwkundige werk van Adrien Blomme was zowel gevarieerd als overvloedig: villa's, appartementsgebouwen, arbeiderswijken, handelszaken, kunstgalerijen, bioscopen, industriële gebouwen, landbouwinrichtingen, tentoonstellingsruimten... Voor zijn scherpzinnigheid en creativiteit waren geen verwezenlijkingen onmogelijk. Als architect had hij veel succes en bleek hij goed aangepast aan de episode waarin hij leefde: hij leverde gebouwen met dure stijl aan wie het verwachtte en iets minder versierde woningen aan wie goedkoper wenste. Zijn cliënteel bestond uit de gegoede bevolkingslaag en zijn belangrijkste bekommernis was steeds nauwgezet tegemoet komen aan het verlangen van de klant, in weerwil van de mening van zijn puriteinse collegae. De stijldiversiteit binnen Blommes oeuvre was groot. Geïnspireerd door de gevarieerde bouwtrant van zijn tijd, beschouwde hij het modernisme als een antwoord op de kostprijs van de handenarbeid. In die zin legde hij uit: "De architectuur wordt functioneel... De gevel evolueert naar een weerspiegeling van het rationele bouwplan...".
Adrien Blomme ontwierp in Brussel verscheidene private en openbare constructies. Zo is het derde gebouw van de Brouwerij Wielemans-Ceuppens te Vorst ontwikkeld op zijn tekentafel, evenals de Terkamerendalsquare (een tuinwijkachtig woonerf), de bioscoop Metropool (Nieuwstraat, Brussel), de sigarettenfabriek Saint-Michel, de villa Gosset, en andere belangrijke gebouwen van het Brusselse architecturale erfgoed.
Naar het einde van zijn loopbaan (vanaf 1931) ontwikkelde Adrien Blomme een aantal gebouwen samen met zijn zoon Yvan, die in vaders voetspoor eveneens architect was geworden. In 1937 won Adrien Blomme -samen met deze zoon en met Fernand Petit- de wedstrijd voor het beste ontwerp van het Zuidstation te Brussel. De drie winnaars bundelden hun krachten voor de verdere ontwikkeling van dit spoorwegstation dat -na de onderbreking der werken ingevolge de Tweede Wereldoorlog- voltooid werd in 1952.
Alhoewel Blomme gedurende zijn loopbaan verscheidene bouwstijlen hanteerde, mag toch gesteld worden dat zijn werk in hoofdzaak art-deco was.

### Overlijden
Blomme overleed te Brussel op 14 mei 1940, vier dagen nadat in België de Tweede Wereldoorlog begon. Hij werd ter aarde besteld op de begraafplaats van Elsene.

## Werken(Selectie)

### Mijnwerkerscité te Winterslag

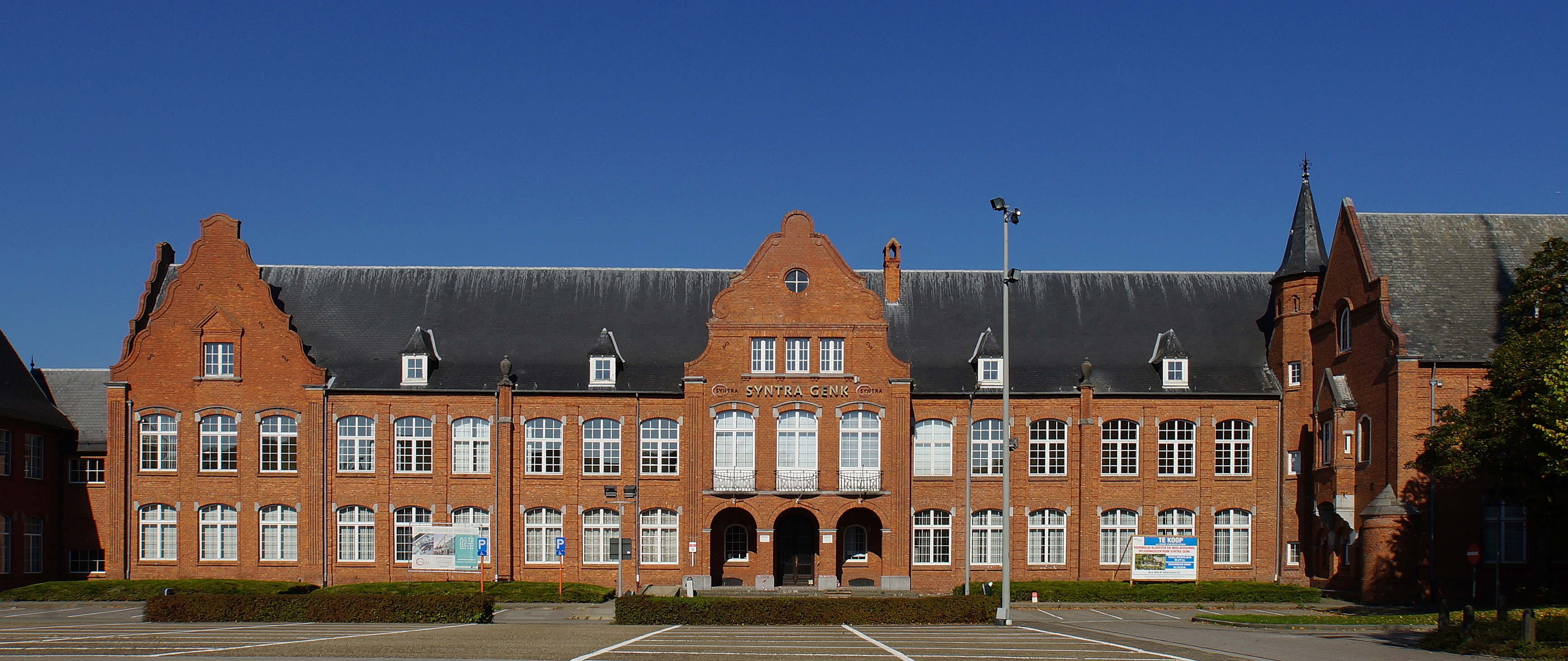
Voormalige meisjesschool (vooraanzicht) (Evence Coppéeplaats, Winterslag)

- 1912-1930: Steenkoolmijn van Winterslag, Eerste cité en mijncité, geïnspireerd op de Engelse cottagestijl. Groepsbebouwing (arbeiderswoningen, villa's voor bedienden en ingenieurs) in de Noordlaan, Vennestraat, Oostlaan, Acacialaan, Margarethalaan, Berkenlaan, Eikenlaan en andere ...
- circa 1920: Winterslag-Genk, Noordlaan: 't Kliniekske. Aanvankelijk bestemd als logementshuis, nadien omgevormd tot kliniek voor mijnwerkers en hun familie. Anno 2009: cultureel buurtcentrum.
- 1923-1925: Winterslag, Evence Coppéeplaats 2: Heilig Hartkerk (een van de mijnkathedralen).
- 1923-1925: Winterslag, Kerkstraat 3: Meisjesschool en klooster.

### Private gebouwen

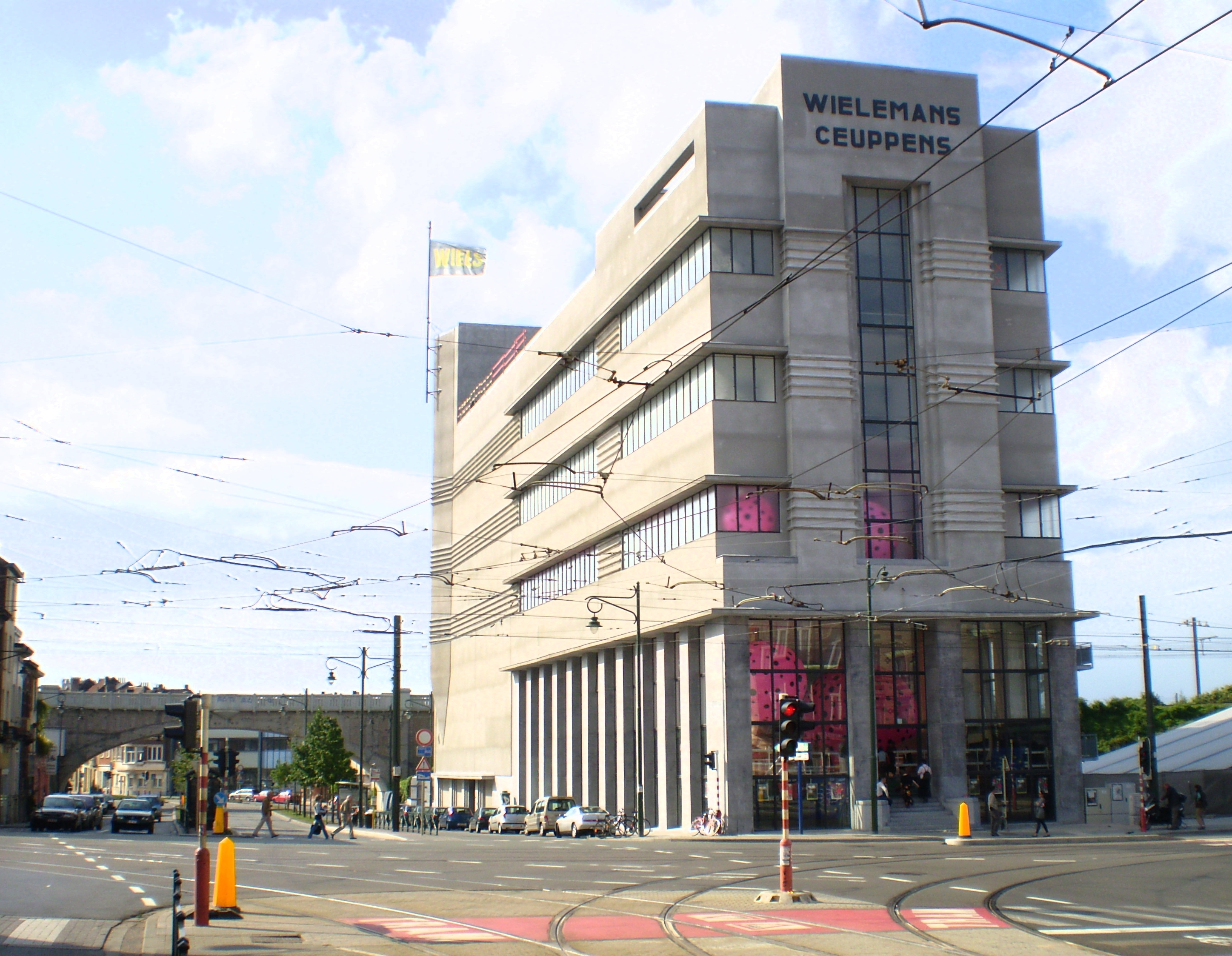
Vorst, Van Volxemlaan 354. De derde brouwerij Wielemans-Ceupens (1930-1931).

- 1906: Herenhuis met vier bouwlagen in Beaux-Artsstijl met art-nouveau-invloeden. Klokgevel. Van Eyckstraat 38, Elsene.
- 1906: Villa in eclectische stijl met art-nouveau-invloeden. Hoek van de Bosstraat 20 met de Buchholtzstraat 2, Elsene.
- 1907: Elsene, Amerikaansestraat 205 - Hoek met de Lariksenstraat. De eerste eigen woning van Adrien Blomme, door hemzelf ontworpen, in eclectische stijl met art-nouveau-invloed.

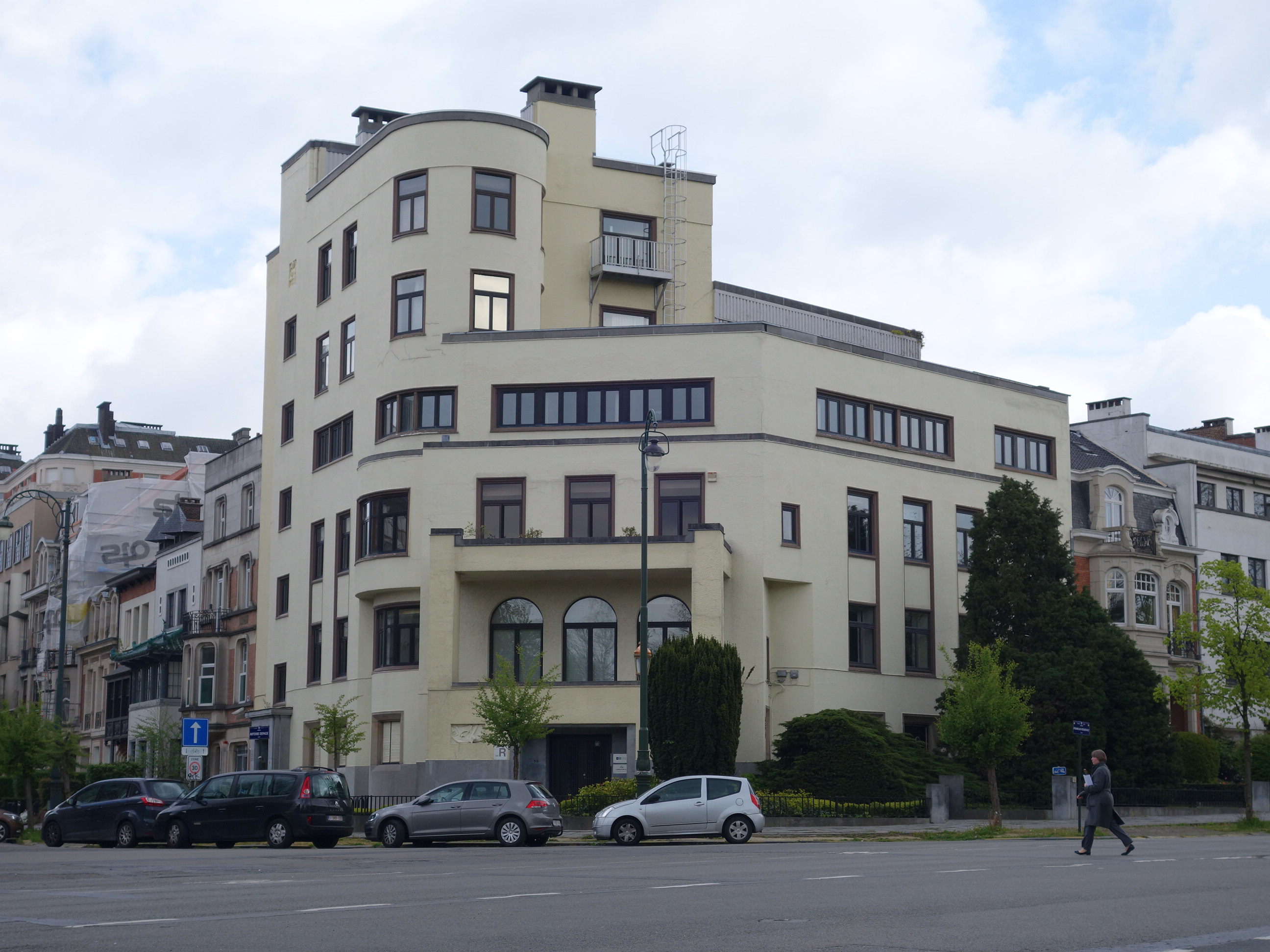
Brussel, Franklin Rooseveltlaan 52. Derde eigen en familiale woning van Adrien Blomme (1928-1929).

- 1908: Burgerhuis in art-nouveaustijl, Philippe Baucqstraat 13, Etterbeek.
- 1908: Twee gelijke burgerhuizen (beaux-arts), Abdijstraat 22-24, Elsene.
- 1909: Herenhuis in beaux-artsstijl met rococo-elementen op elke verdieping. Drie bouwlagen onder een mansardedak. Twee dakkapellen. Sint-Bernardusstraat 44, Sint-Gillis.
- circa 1910: Burgerhuis in eclectische stijl, Albertlaan 216, Vorst.
- 1910: Opbrengstwoning met vijf bouwlagen. Eclectische stijl met art-deco-invloeden. Jamarlaan 29, Sint-Gillis.
- 1911: Woning in beaux-artsstijl met vier bouwlagen. Keltenlaan 16-16a, Etterbeek.
- 1911: Opbrengsthuis met vier bouwlagen in eclectische stijl met art-nouveau-invloeden. Ducpétiauxlaan 133, Sint-Gillis.
- 1912: Herenhuis met klokgevel en vier bouwlagen in neo-Vlaamse barokstijl. De gelijkvloerse en eerste verdieping met  slechts beperkte hoogte. Tweede verdieping met grote vensters en balkon. Sint-Bernardusstraat 66, Sint-Gillis.
- 1912: Opmerkelijk breed herenhuis met neorenaissance-elementen. Drie bouwlagen. Vooral op de eerste verdieping maar ook op de tweede verdieping relatief grote vensters. Zadeldak met dakkapellen. Sint-Bernardusstraat 48, Sint-Gillis.
- 1913: Burgerwoning in beaux-artsstijl. Vier bouwlagen. Plat dak. Erker op de eerste verdieping. Jean-Baptiste Meunierstraat 28, Elsene.
- 1913: Tweede eigen woning van Adrien Blomme. Eclectische stijl. Géo Bernierlaan 13, 13a, 13b, Elsene. (Anno 2018: Zweedse ambassade).

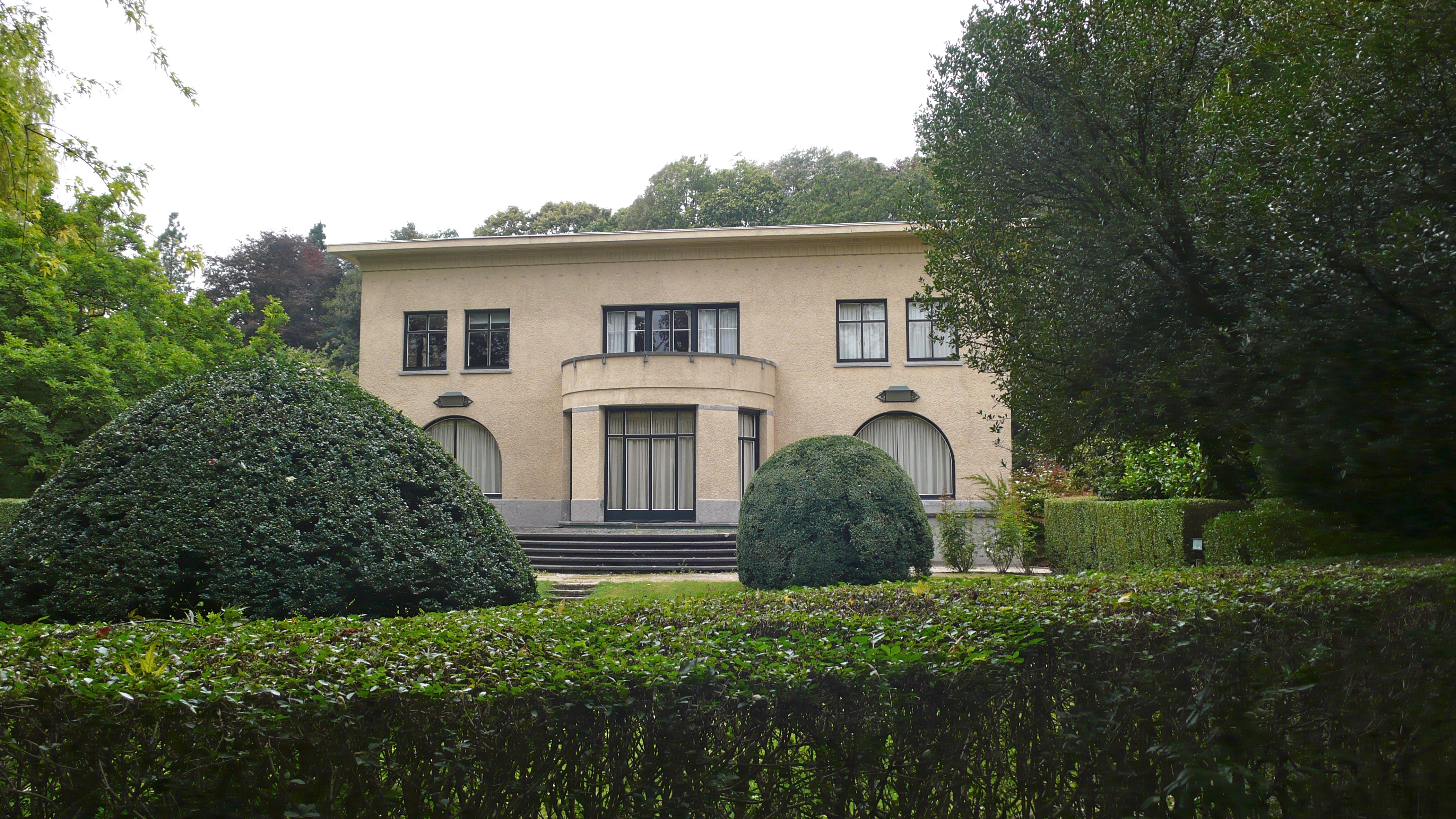
Sint-Pieters-Woluwe, Horizonlaan 21-23: villa Gosset (1928-1929).

- 1913: Villa 'Le Coin Perdu' in cottagestijl, rond 1913 gebouwd in opdracht van kunstschilder Emile Van Doren, Henri Decleenestraat 21, Genk. (Anno 2018: Emile Van Dorenmuseum).
- 1918: Grote kasteelachtige beschermde woning. Dieweg 65, Ukkel.
- 1922: Brede burgerwoning in Beaux-Artsstijl. Drie bouwlagen. Johannalaan 56, Elsene.
- 1922: Burgerhuis in art-decostijl. Gelijkvloerse gevel verfraaid met witsteen. De drie hoger gelegen verdiepingen met rode baksteen. Johannalaan 54, Elsene.
- 1922: Brede halfopen villa, ten dele cottagestijl. Met voortuin. Laroussesquare 26, Vorst.
- 1922-1938: Brussel, Schildknaapstraat 41-43: Handelshuis van de firma Benezra (voormalig handelaar in Oosterse tapijten).
- 1923: Herenhuis in beaux-artsstijl. Vier bouwlagen. Capouilletstraat 62, Sint-Gillis.
- 1923: Groot hoekhuis in eclectische stijl. Pater Eudore Devroyestraat 43, Etterbeek.
- 1923: Appartementsgebouw in modernistische stijl. Drie bouwlagen onder mansardedak met drie dakkapellen. Drie traveeën. De middelste is versierd met een zonnewijzer en met het latijnse opschrift: Sicvt vmbra dies nostri (Onze dag is zoals zijn schaduw). Schepenenstraat 72, Elsene.
- 1924: Herenhuis in art-decostijl met vier bouwlagen. Émile Duraylaan 18, Elsene.
- 1924: Burgerhuis in neo-Vlaamse renaissancestijl. Drie bouwlagen met twee traveeën. Eén travee met trapgevel. Mansardes. Franklin Rooseveltlaan 6, Brussel.
- 1924: Burgerhuis in art-decostijl. Vier bouwlagen. Erker op de eerste en tweede verdieping. Émile Duraylaan 16, Elsene.
- 1924: Grote burgerwoning. Vier bouwlagen. Émile Duraylaan 20, Elsene.
- 1925: Burgerhuis in art-decostijl met vier bouwlagen en twee dakkapellen. Émile Duraylaan 6, Elsene.
- 1925: Hotel Léon Wielemans. Herenhuis, voormalig hotel  in art-decostijl met Moorse invloeden. Defacqzstraat 14, Elsene.
- 1925: Burgerhuis in eclectische stijl met beaux-artsinvloeden. Brand Whitlocklaan 50, Sint-Lambrechts-Woluwe.
- 1925: Grote villa in beaux-artsstijl. Derbylaan 10, Elsene.
- 1925-1935: Elsene, Emile Duraylaan 48-50 & Terkamerendalsquare 1-1a-2-3-4-6-8-10-11-12-13-14-15-16-17-18-20-22-23: Verscheidene burgerhuizen, veelal in traditionalistische stijl met barok-invloed.
- 1926: Burgerhuis in traditionalistische stijl. Elsene, de Praeterestraat 16.
- 1926: Burgerwoning in neo-Vlaamse renaissancestijl. Drie bouwlagen onder mansardedak. Munsterstraat 10, Brussel.
- 1926: Grote villa in L-vorm. Eclectische stijl. Gelijkvloerse, eerste en tweede verdieping. Mansarde onder schilddak. Franklin Rooseveltlaan 26, Brussel.
- 1926: Woning met vier bouwlagen. Gelijkvloerse verdieping ingericht als autogarage. Hoornstraat 118-120, Etterbeek.
- 1927: Modernistisch appartementsgebouw met art-deco-invloed. Negen bouwlagen. Émile Duraylaan 58, Elsene.
- 1927-1928: Appartementsgebouw met art-deco-invloeden. Vijf bouwlagen onder mansardedak. Terkamerendalsquare 25-27, Elsene.
- 1928: Villa. Erreralaan 58, Ukkel.
- 1928: Brussel, Franklin Rooseveltlaan 108: art-decogebouw.
- 1928: Albert Leemansplein 6, Elsene. Modernistisch appartementsgebouw. Garages op de gelijkvloerse verdieping. Vijf hogerliggende verdiepingen onder een plat dak.
- 1928: Montjoielaan 165, Ukkel. Grote vrijstaande villa in eclectische stijl met twee bouwlagen. Gebouwd met oranje-rode baksteen. Middentravee met trapgeveltje.
- 1928: Burgerwoning in traditionalistische stijl met modernistische invloed. Op de gelijkvloerse verdieping twee garagepoorten. Drie hogerliggende verdiepingen. Brussel, Franklin Rooseveltlaan 72.
- 1928: Elsene, Vleurgatsesteenweg 197. Grote woning met drie bouwlagen en mansardedak. Traditionalistische stijl met beaux-artsinvloeden.

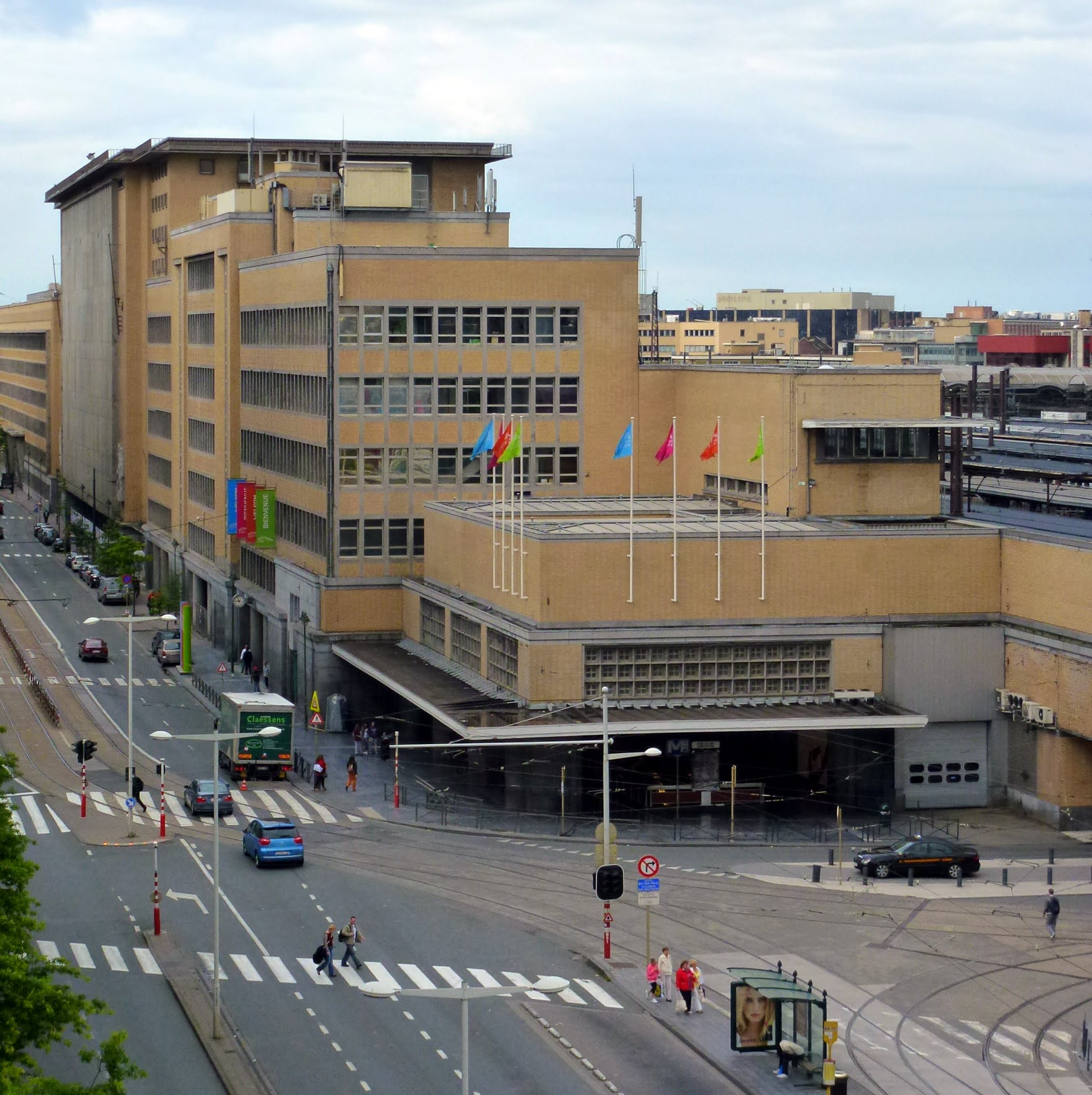
Spoorwegstation Brussel-Zuid. Fonsnylaan, Brussel.

- 1928-1929: Villa Gosset met bijgebouwen in art-decostijl. Horizonlaan 21-23, Sint-Pieters-Woluwe.
- 1928-1929: Brussel, Franklin Rooseveltlaan 39-41: dubbele villa in modernistische stijl. Drie bouwlagen. Anno 2018: In gebruik door de ULB.
- 1928-1929: Brussel, Franklin Rooseveltlaan 52 & Antoine Depagelaan 1. Huis Blomme. Groot modernistisch gebouw, omvattende: eigen woning en kantoor van Adrien Blomme, alsmede appartementen bestemd voor zijn familie. Deels vier bouwlagen, deels zes bouwlagen.
- 1929: Herenhuis in beaux-artsstijl met Louis XV-invloeden. Vier bouwlagen onder mansardedak. Gelijkvloerse verdieping ingericht als garage. Koninginnelaan 273, Laken.
- 1929: Groot en indrukwekkend herenhuis met bijgebouwen in Beaux-Artsstijl. Franklin Rooseveltlaan 13, Brussel.
- 1929: Brussel, Franklin Rooseveltlaan 96: art-decogebouw.
- 1929: Villa met 3 gevels, halfopen bebouwing. art-deco-invloeden. Rode baksteen, gedeeltelijk met witsteen. Lambermontstraat 392, Brussel (binnenstad).
- 1930: Landelijke villa. Léo Erreralaan 59, Ukkel.
- 1930: Betrekkelijk groot herenhuis in traditionalistische stijl. Hoge onderbouw met drie hogerliggende verdiepingen. Franklin Rooseveltlaan 98, Brussel.
- 1930: Brussel, Franklin Rooseveltlaan 72: Woning in art-decostijl.
- 1933: Appartementsgebouw in modernistische stijl. Vijf bouwlagen. Boondaalse Steenweg 119 tot 127, Elsene.
- circa 1935: Brussel, Franklin Rooseveltlaan 180: modernistische woning.
- 1936: Albert Leemansplein 5, Elsene. Modernistisch appartementsgebouw met garages op de gelijkvloerse verdieping. Zes hogerliggende verdiepingen onder plat dak. Gebouwd in samenwerking met Yvan Blomme.
- 1936: Villa van Maurice Vandevelde, Houzeaulaan 99, Ukkel. Gebouwd in samenwerking met Yvan Blomme.
- 1938-1939: Grote villa in de Mimosasstraat 44-44a, Schaarbeek. Modernistische stijl met art-deco-invloeden. Twee bouwlagen. Plat dak. Gebouwd in samenwerking met Yvan Blomme.

### Industriële gebouwen
- 1929: Sigarettenfabriek Saint-Michel en Zephir van Félicien Gosset, Gabrielle Petitstraat 4-6-22-34, Sint-Jans-Molenbeek.
- 1930-1931: Vorst, Van Volxemlaan 354. De derde brouwerij Wielemans-Ceupens, met in die tijd: de grootste brouwerijzaal van Europa. Anno 2018: museum Wiels.

### Openbare gebouwen
- In samenwerking met zijn zoon Yvan Blomme en met Fernand Petit : plans voor het Zuidstation te Brussel (post mortem voltooid in 1952).
- 1928: Art-decogebouw met modernistische inslag, voor de ULB (Rectoraatsgebouw). Franklin Rooseveltlaan 52, Brussel.
- 1930-1932: Bioscoop Métropole, van Leon Wielemans, Nieuwstraat 30, Brussel.
- 1939: Taverne "Aux Armes des Brasseurs" van Leon Wielemans, Anspachlaan, Brussel.